# Tiaan Pretorius
Tiaan Pretorius, född 19 februari 2001, är en sydafrikansk rugbyspelare. Han ingick i det sydafrikanska lag som tog brons i sjumannarugby vid OS 2024 i Paris.